# Кубок мира по футболу среди ампутантов
Кубок ми́ра по футбо́лу среди ампутантов — главное международное соревнование по футболу среди инвалидов-ампутантов. Турнир проводится — МФФА, и участвовать в нём могут мужские национальные сборные стран-членов МФФА всех континентов. Турнир проводится раз в 2 года.

## Победители и призёры
| Год  | Место проведения    | Чемпион    | Финалист  | 3-е место | 4-е место |
| ---- | ------------------- | ---------- | --------- | --------- | --------- |
| 2005 | Бразилия            | Бразилия   | Россия    | Англия    |           |
| 2007 | Турция              | Узбекистан | Россия    | Турция    |           |
| 2009 | Бразилия            | Отменён    | Отменён   | Отменён   | Отменён   |
| 2010 | Аргентина           | Узбекистан | Аргентина | Турция    |           |
| 2012 | Россия, Калининград | Узбекистан | Россия    | Турция    | Аргентина |
| 2014 | Мексика             | Россия     | Ангола    | Турция    | Польша    |
| 2018 | Мексика             | Ангола     | Турция    | Бразилия  | Мексика   |